# 유부
유부(油腐)는 두부를 기름에 튀긴 것이다. 아부라아게(油揚げ)라고도 하는 일본의 식품이다. 얇게 썬 두부를 튀겨낸 후 쪼개서 파우치 형태로 만들 수 있다. 우동에 썰어 넣기도 하고, 안에 조리한 밥을 넣어 먹는 형식인 유부초밥으로도 먹는다. 유부는 이나리스시(稲荷寿司)를 싸는 데 자주 사용되며 미소시루에 첨가된다. 여우(키츠네)가 튀긴 두부를 좋아한다는 전설 때문에 키츠네 우동이라고 불리는 우동 요리에도 첨가된다. 유부는 또한 다시 튀기기 전에 낫토로 채워질 수 있다. 아츠아게(厚揚げ) 또는 나마아게(生揚げ)로 알려진 더 두꺼운 종류가 있다.

## 같이 보기
- 두부껍질
- 포두부
- 덴푸라
- 아게이